# Dai Yunyu
Dai Yunyu, född okänt år, död okänt år, var en kinesisk diktare. Hon levde under Qianlong-kejsarens regeringstid. Hon tillhörde en ämbetsfamilj och var gift med Chen Song av Quiantang. Dai Yunyu led av en långvarig depression förorsakad av hennes söners död och hennes makes upprepade svårigheter att ta examen, något hon uttryckte i sina dikter, som även präglas av dödslängtan. Hon avled sedan samtliga av hennes söner dött som barn, och strax innan hennes make slutligen lyckades ta examen. 